# Anne McClain
Anne Charlotte McClain, detta Annimal (Spokane, 7 giugno 1979), è un'astronauta statunitense.
Nel 2019 ha preso parte alla missione di lunga durata Sojuz MS-11 (Expedition 58/59) sulla Stazione spaziale internazionale. Il 14 marzo 2025 è partita per la sua seconda missione spaziale di lunga durata con il ruolo di comandante della Crew Dragon Endurance per la missione SpaceX Crew-10 (Expedition 73). È previsto che faccia ritorno sulla Terra l'8 agosto 2025, dopo 146 giorni di missione.

## Biografia

### Carriera militare
Si laureò in ingegneria meccanica presso la United States Military Academy di West Point nel 2002 e conseguì un master in ingegneria aerospaziale alla Università di Bath nel 2004; le sue ricerche su unsteady aerodynamics and flow visualization of free-to-roll nonslender delta wings vennero poi pubblicate dall'American Institute of Aeronautics and Astronautics (AIAA). L'anno seguente conseguì un altro master in Relazioni internazionali all'Università di Bristol.
Nel 2005, dopo aver completato gli studi, divenne pilota di elicotteri con l'elicottero Bell OH-58D Kiowa. Venne dispiegata per 15 mesi durante l'operazione Iraqi Freedom in Iraq, volando più di 800 ore di combattimento in 216 missioni come pilota in comando. Nel 2009 frequentò l'Aviation Captain's Career Course, per poi essere assegnata al 1º Battaglione a Fort Rucker dove svolse l'incarico di pilota istruttore dell'OH-58D e responsabile dell'addestramento iniziale dell'Esercito. Tra il 2011 e il 2012 frequentò il Command and General Staff College e i corsi di qualificazione dell'aereo ad ala fissa multimotore C-12. Quando venne selezionata come astronauta del NASA stava completando la U.S. Naval Test Pilot School, diventando poi pilota collaudatore al giugno del 2013. Durante la carriera militare il tenente colonnello dell'Esercito statunitense McClain accumulò più di 2000 ore di volo in 20 differenti aeromobili ad ala fissa e rotante. Durante la sua carriera fu pilota degli aerogiri OH-58D, C-12, UH-60 e UH-72. Nel 2023 conseguì un Master of Science in studi strategici presso l'U.S. Army War College. Dall'aprile 2023 ricopre l'incarico di comandante del distaccamento NASA dell'Esercito, un'unità dell'United States Army Space and Missile Defense Command (SMDC).

### Carriera come astronauta

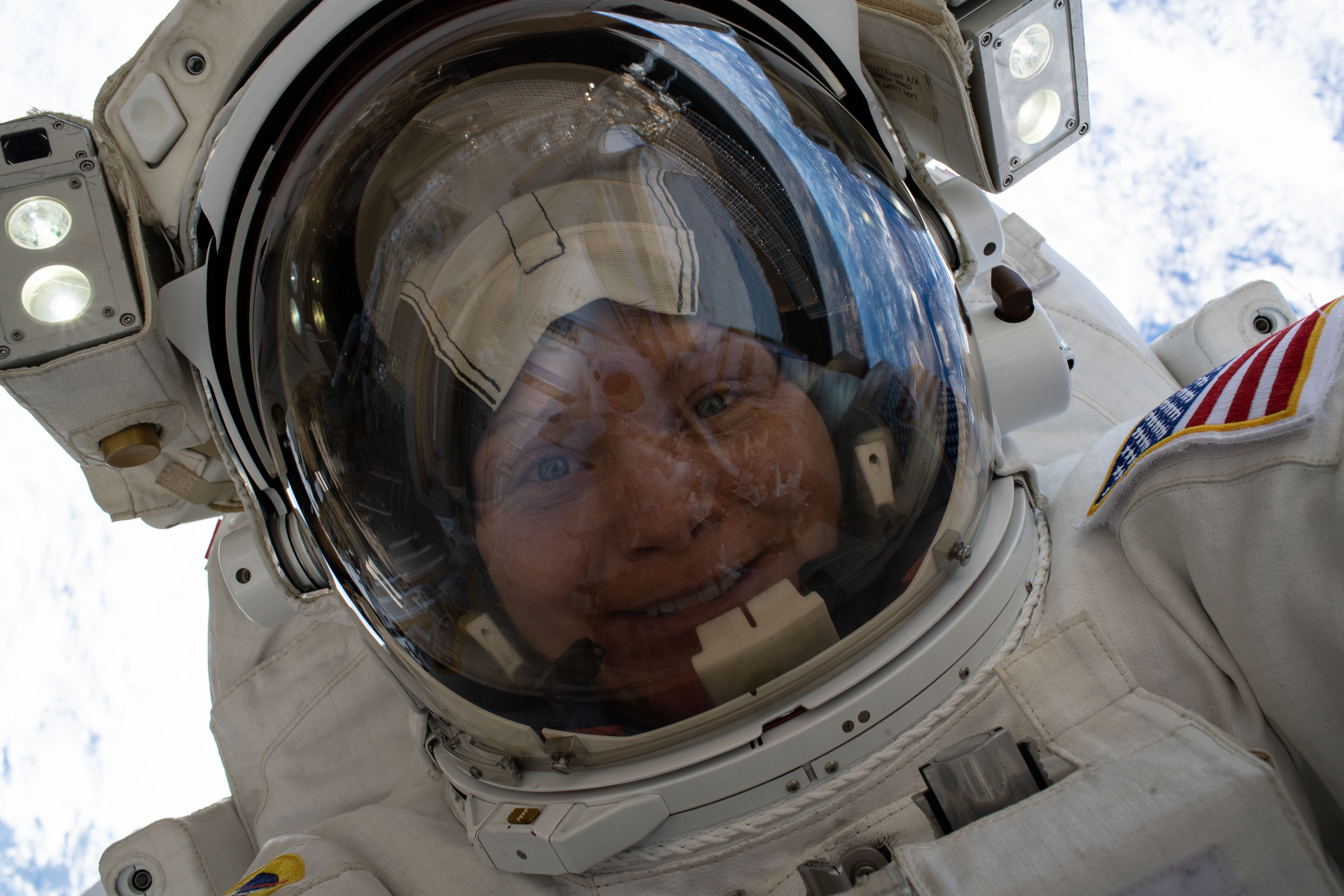
McClain durante un'attività extraveicolare (EVA)

McClain venne selezionata nel Gruppo 21 degli astronauti NASA il 17 giugno del 2013. Ad agosto dello stesso anno iniziò i due anni di addestramento base come candidata astronauta, addestramento che comprendeva lezioni sui sistemi e sulle procedure della Stazione spaziale internazionale (ISS), attività extraveicolari (EVA), lezioni di robotica del Canadarm2, lezioni della lingua russa, addestramenti di volo a bordo del T-38 e esercitazioni di sopravvivenza in vari ambienti estremi, tra cui nel mare e nei boschi. Nel luglio del 2015 completò l'addestramento diventando ufficialmente un'astronauta e quindi assegnabile alle missioni spaziali. Il 6 giugno 2017 iniziì l'addestramento al GCTC in Russia sui sistemi della Sojuz in vista di una futura assegnazione ad una missione.

#### Sojuz MS-11 (Expedition 58/59)

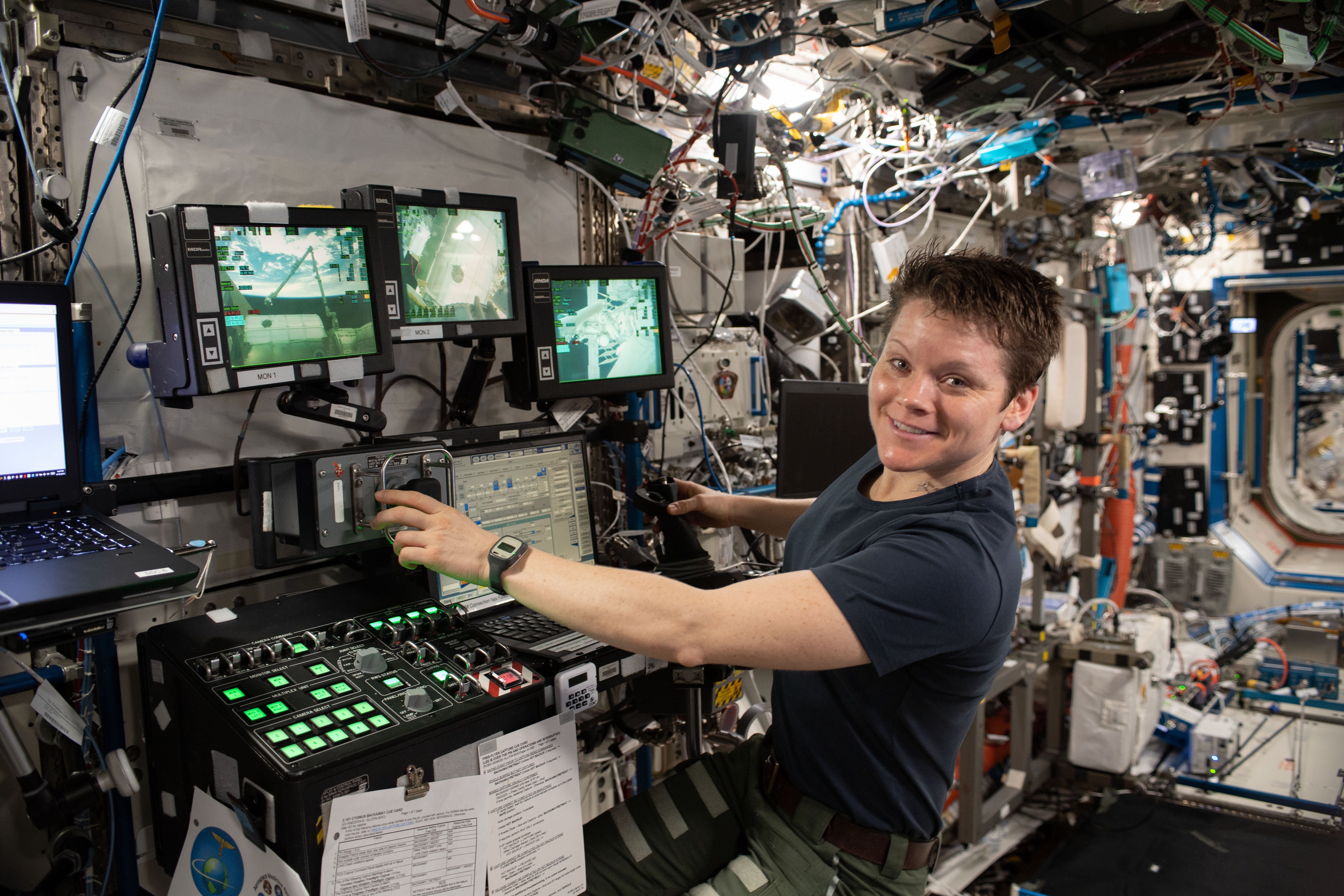
McClain si esercita a manovrare il braccio robotico Canadarm2 al Robotics workstation del modulo Destiny

Il 18 gennaio 2018, dopo la sostituzione di Jeanette Epps con Serena Auñón-Chancellor nell'Expedition 56/57, McClain venne assegnata come membro dell'equipaggio della Sojuz MS-11 (Expedition 58/59) insieme a Oleg Kononenko e David Saint-Jacques. Il 3 dicembre 2018 alle 11:31 UTC partì dal Cosmodromo di Bayqoñyr, raggiungendo la ISS sei ore dopo.
A causa dell'incidente della Sojuz MS-10 avvenuto nell'ottobre 2018, durante i tre mesi dell'Expedition 58 i soli membri a bordo della ISS furono McClain, Kononenko e Saint-Jacques; Kononenko era un veterano di tre missioni spaziali mentre McClain e Saint-Jacques erano al loro primo volo. Il 2 marzo 2019 questi ultimi supervisionarono il docking automatico della navicella Crew Dragon Demo 1 al boccaporto anteriore del modulo Harmony, dove rimase agganciata per cinque giorni; fu il primo volo di collaudo del veicolo di SpaceX Crew Dragon che l'anno successivo portò in orbita i primi astronauti con un veicolo statunitense dal 2011 (Crew Dragon Demo 2). Svolse due attività extraveicolari (EVA) accumulando poco più di 13 ore all'esterno della ISS. Avrebbe dovuto svolgere una terza EVA con Christina Koch, la prima EVA svolta da due astronaute donne ma ebbe problemi di indossabilità della tuta e venne sostituita dall'astronauta Nick Hague. Si occupò inoltre della partenza e dell'arrivo rispettivamente dei veicoli Cygnus cargo NG-11 e Cygnus NG-10, manovrando il braccio robotico Canadarm2. Fece ritorno sulla Terra il 25 giugno 2019, dopo 203 giorni nello spazio.

#### SpaceX Crew-10 (Expedition 73)
Il 1º agosto 2024 venne ufficializzata la sua assegnazione come comandante del veicolo Crew Dragon Endurance per la missione SpaceX Crew-10 (Expedition 73) a bordo della Stazione spaziale internazionale. Il lancio era inizialmente previsto per il 12 marzo ma venne rinviato al 14 marzo per un problema idraulico alle strutture di Terra appena 44 minuti prima del lancio. Il 14 marzo 2025 la navicella Endurance lasciò la rampa di lancio 39A del Complesso di lancio 39 del Kennedy Space Center per raggiungere lo spazio a bordo di un lanciatore Falcon 9 Block 5. Dopo un viaggio di 29 ore, la navicella Endurance eseguì un docking automatico con il boccaporto anteriore di Harmony il 14 marzo 2025. Il 1º maggio partecipò a un'EVA di 5 ore e 44 minuti per l'installazione di una struttura per predisporre l'installazione di un pannello solare iROSA e lo spostamento di un'antenna usata per le operazioni di avvicinamento e allontanamento della ISS delle navicelle spaziali. L'EVA subì un ritardo quando poco prima di uscire dall'airlock McClain si accorse di una crepa presente in uno dei suoi guanti; il danno non venne considerato importante dal Centro di controllo missione e le venne dato l'ok a continuare l'EVA. L'undocking con la ISS previsto per il 7 agosto venne rinviato di un giorno per condizioni metereologiche sfavorevoli. La Crew-10 sarà la prima missione che ammarerà al largo delle coste californiane. 

## Vita privata
È divorziata e ha un figlio. Nel tempo libero le piace giocare a rugby e golf, sollevare pesi, andare in bici, fare crossfit e correre. Ha fatto parte della Squadra nazionale femminile americana di rugby (dal 2004 al 2006, e dal 2010 al 2012) ed è stata Capitano del USA Rugby South Women’s XV All-Stars (dal 2009 al 2011).